# I Don't Care (chanson d'Ed Sheeran et Justin Bieber)
 (juin 2019).
Si vous disposez d'ouvrages ou d'articles de référence ou si vous connaissez des sites web de qualité traitant du thème abordé ici, merci de compléter l'article en donnant les références utiles à sa vérifiabilité et en les liant à la section « Notes et références ».
Pour les articles homonymes, voir I Don't Care.
Singles de Ed Sheeran et Justin Bieber
Amo Soltanto Te / This Is the Only Time
(2019) Cross Me
(2019)
Singles par Justin Bieber
No Brainer
(2018) Love Thru the Computer
(2019)
I Don't Care est une chanson du compositeur-interprète britannique Ed Sheeran et du chanteur canadien Justin Bieber, en tant que premier single du quatrième album studio de Sheeran, No.6 Collaborations Project. Elle est sortie le 10 mai 2019. 
Sheeran a posté la chanson sur son Instagram le 5 mai 2019 et Bieber a partagé une autre partie de la chanson le lendemain, avant que les deux artistes n'annoncent le titre complet et la date de sortie, le 7 mai. La chanson a culminé au sommet de l'UK Singles Chart. En dehors du Royaume-Uni, le single a été en tête en Australie, en Autriche, en République tchèque, au Danemark, en Finlande, en Grèce, en Hongrie, en Irlande, en Italie, en Malaisie, aux Pays-Bas, en Norvège, en Écosse, en Slovaquie, en Suède et en Suisse. Elle a aussi atteint le top 10 des Charts en Belgique, au Canada, aux États-Unis, en France et en Allemagne.

## Contexte
I Don't Care marque la quatrième collaboration entre Sheeran et Bieber. Ils avaient tous deux contribué à la chanson Earth de Lil Dicky en 2019, en plus de la co-écriture de la chanson de 2015 de Bieber Love Yourself, et de la chanson de Major Lazer Cold Water de 2016, dans laquelle figurait Bieber.
La chanson a été produite par Max Martin, Shellback et Fred Gibson. Il s’agit de la première sortie musicale de Sheeran depuis deux ans, quand son album a été primé aux Grammy Awards en 2017.

## Composition
La chanson est interprétée dans la tonalité de fa majeur avec un tempo de 100 battements par minute en temps commun. Il s'ensuit une progression d'accords de F♯ – D –m – B – C et les voix couvrent deux octaves, de C♯4 à C♯6.

## Promotion
Bieber et Sheeran ont partagé des articles faisant allusion à une publication à venir sur leurs comptes de médias sociaux respectifs. Bieber a d'abord tweeté « Big Fan » à Sheeran et, quelques jours plus tard, a publié des photos de lui-même et Sheeran portant des chemises hawaïennes et se tenant devant un écran vert. Bieber a également publié un montage des images, avec lui-même spooning Sheeran, avec la légende « 10 ». Quelques jours plus tard, il a affiché le numéro 7 sur un fond noir et le lendemain, il a tweeté « 6 », ce qui a été annoncé comme un compte à rebours se terminant le 10 mai. Le même jour, Sheeran et Bieber ont également partagé le même sondage sur leurs comptes Instagram, demandant aux abonnés « Voulez-vous de la nouvelle musique ? » avec les options « Oui », « Non » et « Idc » (« I don't care »).
Le 5 mai, Sheeran a partagé un extrait de la chanson sur son compte Instagram où il disait qu'il avait de la "nouvelle musique", avant de montrer son ordinateur et d'appuyer sur le fichier « idc_v10.05.wav ». Bieber a par la suite visionné une partie du même fichier sur son compte Instagram, confirmant ainsi son implication, et marquant Sheeran de la légende Friday. Le titre complet et la date de sortie ont été officiellement annoncés sur les réseaux sociaux des deux artistes le 7 mai.

## Commercial
I Don't Care a fait ses débuts sur Spotify avec 10,977 millions de flux mondiaux quotidiens, battant le record de streaming de la plate-forme de diffusion en continu pour ensuite atteindre le précédent record de 10,819 millions, établi par All I Want for Christmas Is You. Il a ouvert au numéro un sur le UK Singles Chart. Il a fait ses débuts au numéro 2 du Billboard Hot 100 derrière Old Town Road de Lil Nas X et Billy Ray Cyrus.
La chanson a fait ses débuts au sommet du tableau autrichien Ö3 Autriche Top 40 le 24 mai 2019.

## Clip
Le clip vidéo de I Don't Care est sorti le 17 mai 2019. Il a été réalisé par Emil Nava et tourné au Japon et à Los Angeles. La vidéo musicale a été publiée le 17 mai 2019 et a été vue plus de 87,8 millions de fois.
Liz Calvario d'ET Online a dit du clip qu'il avait un « visuel amusant et ludique », et elle a décrit I Don't Care comme étant un « titre de bien-être ».